# Blanca Rosa Gil
Blanca Rosa Gil (sinh ngày 26 tháng 8 năm 1937 tại Matanzas Perico, Cuba) là ca sĩ bolero nổi tiếng. Bà được mệnh danh là 'The Singing Dolly'.

## Sự nghiệp ca hát
Album đầu tiên của Blanca Rosa Gil mang tên 'Shadows' thu âm ở Venezuela năm 1957. Trong thập niên 50, 60, 70 của thế kỉ XX, Gil tham gia thu âm album trên nhiều hãng khác nhau như Velvet, Benson, Echo, Discuba, Maype và Modiner. Bà được biết đến với bài hát tạo nên hit mang tên 'Te Odio Y Te Quiero' (Mi Triumfo). Nhiều bản thu âm Bolero cổ điển trong các album thu âm dài được tái phát hành trên đĩa compact.

## Cuộc đời
Năm 1955, Gil cùng gia đình rời Cuba đến Caracas, Venezuela. Năm 1962, bà trở lại Cuba, nhưng bị trục xuất đến Miami, Florida và sống trong chín năm. Bà kết hôn và cư trú tại 'La Isla Borrowen', Puerto Rico. Trong những năm gần đây, Gil tập trung vào những bài hát Kitô giáo và vẫn hát trong các nhà thờ đạo Tin Lành. Âm nhạc Bolero của Gil như được hồi sinh trở lại là do sự tái phát hành các album thu âm của bà trên đĩa compact và MP3, và đôi khi bà lên sân khấu, biểu diễn các bài hát Bolero kinh điển của mình. Năm 2013, Gil xuất hiện trực tiếp trong buổi hòa nhạc thính phòng tại Miami-Dade, Miami, Florida.

## Danh sách album được ghi âm bởi Blanca Rosa Gil
Bản ghi mới
- Ayer y Hoy Con Los Montemar (2007) Blanca Rosa Gil y Los Montemar
Các album tái phát hành trên đĩa compact
- 40 Anos 40 Exitos (Không rõ) - Triunfadora de Cuba (2008)
- No Soy Tu Esclava (2006)
- Las Voces Del Siglo (2006)
- Los Anos de Oro / Besos Brujos (2006)
- Besos Brujos (2005)
- Yo Soy La Buena (2003)
- La Duena y El Senora del Bolero (2000)
- Antologia Cuba /Blanca Rosa Gil (1999)
- Besos de Juegos (1999)
- Tu Me Hiciste Mujer (1998)
- 15 Super Exitos (1997)
- Duena y Senora de la Cancion (1996)
- Hambre (1995)
- 15 Exitos (1994)
- La Munequita Que Canta (1993)
- Boleros (1992) Remastered
- Unica Entrega (không rõ ngày)